# Poór Lili
Poór Lili (Mariancs, 1886. április 15. – Kolozsvár, 1962. november 26.) színésznő, a kolozsvári színház örökös tagja, Janovics Jenő felesége.

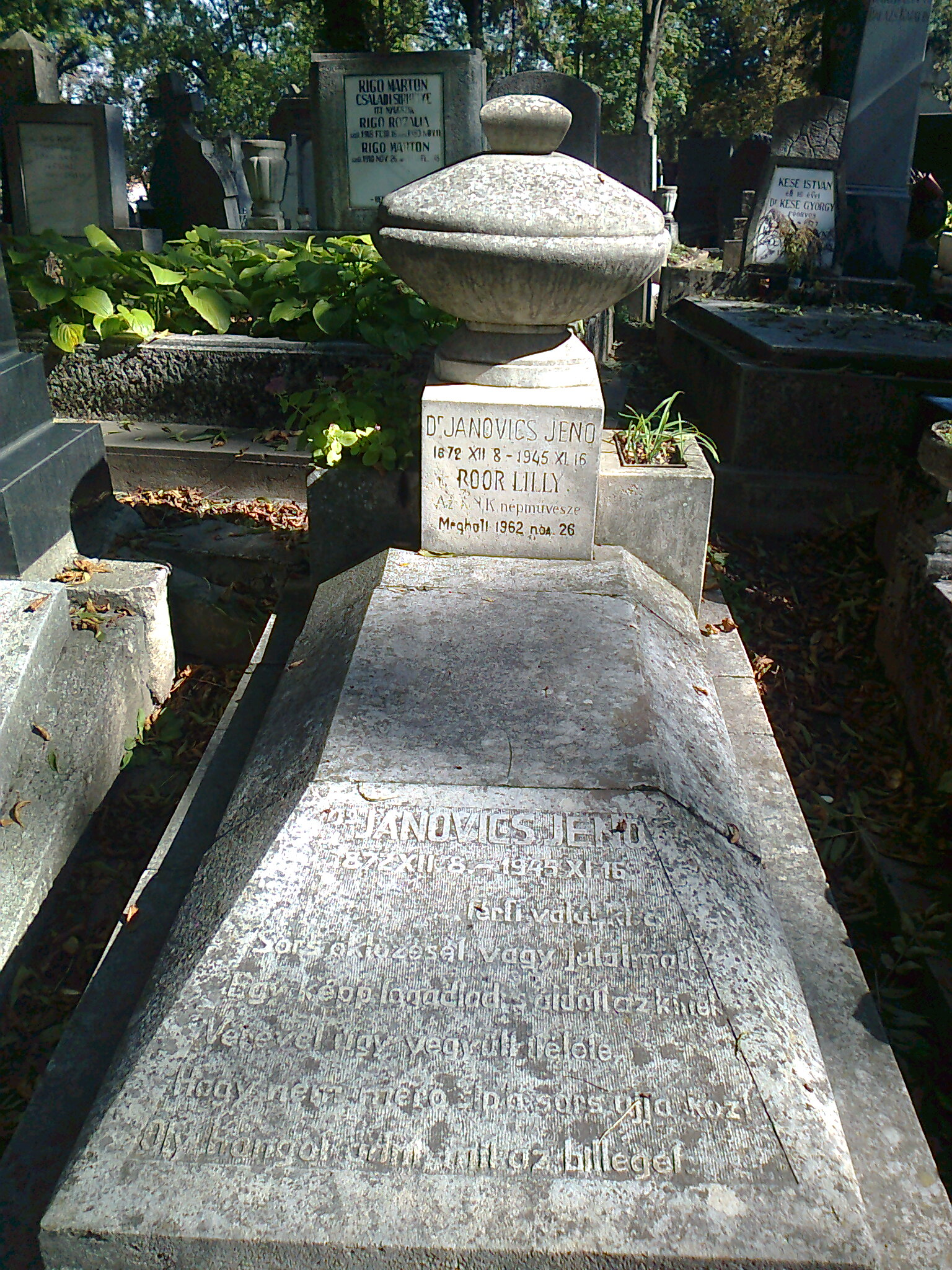
Férjével közös sírja a Házsongárdi temetőben

## Élete
Értelmiségi családja orvosi pályára szánta, de ő inkább a színházat választotta. Szülei azzal a feltétellel engedték meg hogy beiratkozzon a Színművészeti Akadémiára, hogy ha kiderülne, nincs tehetsége, akkor az akadémia igazgatója, Váradi Antal tanácsolja el. Színinövendékként a Nemzeti Színházban és a Vígszínházban statisztált. Miután 1904-ben befejezte tanulmányait, a Modern Színház Cabaret-ban játszott.
1910-ben Janovics Jenő a kolozsvári színházhoz szerződtette, amelynél egész életében megmaradt. A színház tagjaként sokat turnézott Erdély magyarlakta vidékein; útjai során 1921-ben és 1922-ben letartóztatták azzal a váddal, hogy Magyarországnak kémkedett. Ennek ellenére amikor Beöthy László budapesti szerződést ajánlott neki, nem fogadta el. 1926-ban a marosvásárhelyi Kemény Zsigmond Társaság választotta tagjává. 1928. augusztus 29-én házasságot kötött Janovics Jenővel. Az 1934–1940 közötti időszakban szolidaritást vállalva mellőzött férjével nem lépett fel Kolozsváron, de vidéki városokban továbbra is szerepelt. A második bécsi döntés után tért vissza a kolozsvári színpadra. 1943 novemberében a Kolozsvári Nemzeti Színház örökös tagjává választották. 1944-ben férjével Budapestre utazott, és ott együtt bujkáltak a nyilasok elől. 1945 áprilisában tértek vissza Kolozsvárra.
A második világháború után a Józsa Athenaeum munkásszínjátszó csoportját tanította, majd a marosvásárhelyi Szentgyörgyi István Színművészeti Intézet tanára lett, ahol 1948–49-ben a dékáni tisztséget is betöltötte.
Férje, Janovics Jenő mellett úttörő szerepe volt a magyar filmgyártásban. A színpadon eleinte drámai szendéket, később tragikus hősnőket játszott. A kolozsvári színházban több mint harminc éven át játszotta Gertrudis szerepét. Híres volt szép beszéde, klasszikus szövegmondása.
Nevét viseli az Erdélyi Magyar Közművelődési Egyesület által magyar színésznők elismerésére adományozott Poór Lili-díj.

## Főbb szerepei
- Ophelia (Shakespeare: Hamlet, dán királyfi)
- Lujza (Friedrich Schiller: Ármány és szerelem)
- Olga nagyhercegnő (Herczeg Ferenc: Bizánc)
- Ledér (Vörösmarty Mihály: Csongor és Tünde)
- Gauthier Margit (ifj. Alexandre Dumas: A kaméliás hölgy)
- Vilma (Molnár Ferenc: A farkas)
- Mima (Molnár Ferenc: Vörös malom)
- Lady Anna, Margit királynő (William Shakespeare: III. Richárd)
- Júlia, Capuletné (Shakespeare: Rómeó és Júlia)
- Izidóra, Melinda, Gertrudis (Katona József: Bánk bán)
- Karenina Anna (Lev Tolsztoj)
- Éva (Madách Imre: Az ember tragédiája)
- Vassza Zseleznova (Makszim Gorkij)
- Athália (Jókai Mór: A kőszívű ember fiai)
- Hattyú (Molnár Ferenc: A hattyú)
- Kata (Shakespeare: A makrancos hölgy)
- Tündérkirálynő (Shakespeare: Szentivánéji álom)
- Lady Anna (Shakespeare: III. Richárd)

## Filmszerepei
- A dollárkirálynő lánya, 1913
- Havasi Magdolna, 1915
- Az alvajáró, 1915
- A börzekirály, 1915
- Jó éjt, Muki!, 1915
- Szibéria, 1916
- A vén bakancsos és fia, a huszár, 1917
- Mire megvénülünk, 1917
- Nehéz szerep, 1917
- A vágy, 1918[2]
- Sergius Panin, 1918
- A legszebb kaland, 1918
- Lila test, sárga sapka, 1918
- Tisztítótűz, 1918
- Baccarat, 1918
- Akik életet cserélnek, 1918
- A Gyurkovics leányok, 1918
- A világrém, 1920
- A két árva, 1920
- Madách: Egy ember tragédiája, 1944